# Siebenpfeiffer-Gymnasium Kusel
Das Siebenpfeiffer-Gymnasium Kusel (SGK) (bis August 2015 Gymnasium Kusel) ist ein staatliches Gymnasium der Kreisstadt Kusel und war die erste Schule ohne Rassismus in Rheinland-Pfalz. Bei den MINT-Fächern ist das SGK eine Netzwerkschule der Rheinland-Pfälzischen Technischen Universität Kaiserslautern-Landau.

## Schulbetrieb
Das Siebenpfeiffer-Gymnasium Kusel ist ein vierzügigs MINT Gymnasium für die Sekundarstufen I und II und wird getragen durch den Landkreis Kusel. Die Schule bietet eine Orientierungsstufe in der 5. und 6. Klasse mit Ganztagsangeboten in Kooperation mit der Realschule+ Kusel sowie die Mainzer Studienstufe für die Sekundarstufe II. Darüber hinaus wird Nachhilfe angeboten, und es besteht ein Streitschlichterteam. Die Einrichtung verfügt unter anderem über eine Mensa, einen Schulshop, eine Mediothek, eine Schulapp und ein Lernbüro. Unterstützt wird der Schulbetrieb vom Förderverein des Siebenpfeiffer-Gymnasiums Kusel e.V.
Im Schuljahr 2017/18 besuchten ca. 1000 Schülerinnen und Schüler die Schule und wurden dabei von 81 Lehrkräften unterrichtet.

## Geschichte
Das Gymnasium Kusel wurde in den 1960er Jahren erbaut. 1985 erfolgte der Ausbau einer zentralen Bibliothek. 2001 folgte die Erweiterung um sechs allgemeine Unterrichtsräume, einen Computerfachraum und einen Aufenthaltsraum. Für die Ausbauten wurden vom Land insgesamt 2,1 Mio. DM an Zuschüssen gewährt.
Im Schuljahr 1998/1999 betrug die Schülerzahl 1158.
Um das Jahr 1998 entstand auf Initiative einer Schülerin am Gymnasium Kusel eine Anti-Rassismus-Arbeitsgemeinschaft. Im Jahr 2000 wurde aufgrund von Aktivitäten des Stahlhelms und der Bemühungen der NPD im Kreis Kusel ein Gebäude für Schulungszwecke zu erwerben, eine Podiumsdiskussion mit Landtagsabgeordneten zum Thema Rechtsradikalismus organisiert. 2002 verbündete sich die AG mit dem Kuseler Bündnis gegen Rechtsextremismus. Seitdem organisierte die AG Musikveranstaltungen gegen Rechts, lud Zeitzeugen der rechten Szene an ihre Schule ein und sammelte regelmäßig Kleidung für den Kuseler Partnerkreis Brzeg in Polen.
Nachdem Schulleiterin Angelika Gröneveld-Olthoff nach der umfassenden Renovierung 2014 vorgeschlagen hatte, dem Gymnasium Kusel auch einen Namen zu geben, wurde eine Reihe von Vorschlägen in der Öffentlichkeit diskutiert. Zum 1. August 2015 wurde die Schule auf Empfehlung des Schulträgerausschusses mit Beschluss des Kreistages nach Philipp Jakob Siebenpfeiffer (1789–1845) benannt, der ein deutscher Jurist, politischer Journalist und Mitinitiator des Hambacher Festes war.

## Projekte und Auszeichnungen (Auswahl)
- 2002 erhielt das Gymnasium Kusel als erste Schule in Rheinland-Pfalz den Titel Schule ohne Rassismus. Patin ist die Amateurmannschaft des 1. FC Kaiserslautern[5]
- seit 2016 MINT freundliche Schule

- 2017: Der SWR berichtete über die Arbeit der Anti-Rassismus-AG des SGK.
- 2017: Beim Schülerwettbewerb IDEENsprINGender Ingenieurkammer Rheinland-Pfalz belegte eine Schülerin der gemeinsamen Orientierungsstufe den 6. Platz.[8]
- 2018: Beim Wettbewerb Brücken Verbinden der Bundesingenieurkammer belegten Schüler der gemeinsamen Orientierungsstufe den 3. Platz.[9]
- 2018: Bei der Aktion Tulpen für Brot erzielte das SGK das beste Ergebnis.[10]
- 2018: Im Rahmen das Wettbewerbes Jugend und Wirtschaft der F.A.Z. in Partnerschaft mit dem Bundesverband deutscher Banken wurde ein Artikel einer Schülerin des SGK am 7. Juni 2018 in der Frankfurter Allgemeine Zeitung veröffentlicht.[11]

## Persönlichkeiten

### Schüler
- Sonia Achkar (* 1984), Pianistin und Hochschullehrerin
- Holger Becker (* 1964), Bundestagsabgeordneter, Physiker und Unternehmer
- Marcella Berger (* 1954), Schriftstellerin
- Jens Bingert (* 1971), Dirigent und Chordirektor
- Margit Conrad (* 1952), Politikerin
- Rainer Dick (* 1967), Journalist und Autor
- Christian Dingert (* 1980), Fußballschiedsrichter
- Lothar Emrich (1943–2012), Künstler
- Andreas Hartenfels (* 1966), Politiker
- Jochen Hartloff (* 1954), Politiker
- Volker Heussler (* 1962), Parasitologe
- Jörg Matheis (1970–2023), Schriftsteller
- Michael Seyl (* 1963), Künstler
- Achim Seyler (* 1968), Perkussionist
- Axel A. Weber (* 1957), Wirtschaftswissenschaftler, Hochschullehrer und Bankmanager

### Lehrkräfte
- Stephan Cosacchi (1903–1986), unterrichtete 1954–1959 am Gymnasium Kusel
- Otto Hartloff (1909–1977), unterrichtete 1951–1974 am Gymnasium Kusel
- Xaver Jung (* 1962), unterrichtete 1999–2013 am Gymnasium Kusel und führt dies seit 2019 wieder fort
- Horst Schwab (1935–2017), unterrichtete 1966–1995 am Gymnasium Kusel
- Sven Teuber (* 1982), unterrichtete 2012–2016 am SGK, seit 2025 Bildungsminister von Rheinland-Pfalz
- Siegfried Michael Zehendner (1901–1975), unterrichtete ab 1949 am Gymnasium Kusel